# 蔡撙
蔡 撙（さい そん、467年 - 523年）は、南朝宋から梁にかけての官僚。字は景節。本貫は済陽郡考城県。

## 経歴
南朝宋の左光禄大夫・開府儀同三司の蔡興宗の子として生まれた。若くして兄の蔡寅とともに名を知られた。国子生に選ばれ、高第に挙げられ、司徒法曹行参軍となった。
斉の左衛将軍の王倹が部下を選抜すると、蔡撙はその下で主簿となった。建安王文学や司徒主簿・左西属を歴任した。西昌侯蕭鸞が鎮軍将軍となると、蔡撙は召し出されて従事中郎となった。中書侍郎・中軍長史・給事黄門侍郎を歴任。母が死去すると、墓のそばに廬を結んで服喪した。斉末の多難な時期に服喪を終えると、そのまま墓所に住み込んだ。太子中庶子や太尉長史に任じられたが、いずれも就任しなかった。
梁が建国されると、侍中となり、臨海郡太守として出向した。事件に連座して太子中庶子に左遷された。再び侍中となり、呉興郡太守に任じられた。
天監9年（510年）、宣城郡の官吏の呉承伯が祅教の信徒を集めて宣城郡を攻撃し、太守の朱僧勇を殺害した。呉承伯は転進して旁県を殲滅し、山を越えて呉興郡に侵攻し、2万人を集めて、郡城を襲撃した。呉興郡には鍛錬された兵がいなかったので、官吏や民衆たちは恐慌を起こして逃げ散り、蔡撙にも避難を勧めた。蔡撙は堅く守って動かず、勇敢な人物を募って郡を固めた。蔡撙は人々に命じて抗戦させ、郡城の城門に戦って搦め手で反乱軍を破ると、戦場で呉承伯を斬り、残党をすべて鎮圧した。信武将軍の号を加えられた。
蔡撙は度支尚書として建康に召還され、中書令に転じた。また信武将軍・晋陵郡太守として出向した。召還されて通直散騎常侍・国子祭酒に任じられた。後に吏部尚書に転じた。再び侍中となり、秘書監を兼ねた。侍中のまま中書令に転じた。普通2年（521年）、宣毅将軍・呉郡太守として出向した。普通4年（523年）、死去した。享年は57。侍中・金紫光禄大夫・宣恵将軍の位を追贈された。諡は康子といった。
子の蔡彦熙は、中書郎・宣城郡内史を歴任した。

## 伝記資料
- 『梁書』巻21 列伝第15
- 『南史』巻29 列伝第19